# JY-14 레이더
JY-14 레이다는 중화인민공화국의 3차원 장거리 지대공 레이다이다.

## 역사
1998년에 생산되었다. 이란과 북한에도 수출되었다. D 밴드, E 밴드, F 밴드를 사용하며, 탐지거리는 600 km이다. 100개의 목표물을 동시에 추적할 수 있다.
개량형은 전원공급기 출력이 높아졌다.
단둥에서 서울까지는 350 km, 산둥반도에서 서울까지는 400 km 떨어져 있다.

## 같이 보기
- YLC-4 레이다 - 위상배열 장거리 레이다